# اندیس شمال غرب سافی بیک
شمال غرب سافی بیک یک اندیس فلزی است که در حوالی شهر مشکان استان خراسان قرار دارد و مادهٔ معدنی موجود در آن، مس است.سنگ میزبان این اندیس ولکانیک است و دیرینگی آن به دوران ائوسن می‌رسد. در این اندیس، پاراژنز‌های سیلیکات مس یافت می‌شوند.